# Девонпорт
Девонпорт (енгл. Devonport) је град Аустралији у савезној држави Тасманија. Према попису из 2006. у граду је живело 22.315 становника.

## Становништво
Према попису, у граду је 2006. живело 22.315 становника.
| 1991.  | 1996.  | 2001.  | 2006.  |
| ------ | ------ | ------ | ------ |
| 22,660 | 22,299 | 21,575 | 22,315 |